# Shine! (lied)
Shine! is een nummer van de band Kyuss dat is uitgebracht als splitsingle met de band Wool.
Het nummer 'Shine!' is ook te horen op het compilatiealbum Stoned Again! - A Bong Load Records Collection.

## Single
A Kyuss – Shine! (5:55)
- Scott Reeder - basgitaar en zang
- Alfredo Hernández - drums
- Dave Catching - feest coördinator
- Josh Homme - gitaar en orgel
- Barry Thomas, Billy Bizeau, Fred Drake, Hutch - opnames
- Fred Drake - synthesizer

B Wool – Short Term Memory Loss (5:55)
- Al Bloch Drums – basgitaar
- Chris Bratton - drum
- Fred Drake - Producer en mixer
- Franz Stahl - gitaar
- Barry Thomas - producer
- Pete Stahl - zang